# レツィレ・テボゴ
レツィレ・テボゴ（Letsile Tebogo、2003年6月7日 - ）はボツワナの陸上競技選手、専門は短距離走。カニエ出身。300mの世界記録保持者。

## 2021年
ナイロビで開催されたU20世界陸上競技選手権大会に出場し、男子100mで金メダル、男子200mで銀メダルを獲得した。男子100mの予選では10秒22を記録し、U20世界記録を更新した。

## 2022年
ボツワナ陸上競技協会選手権の男子100mで10秒08、続いて2ヶ月後にハボローネで開催された国際大会の男子100mでは9秒96を記録し、立て続けにU20世界記録を更新した。その3ヶ月後、世界陸上競技選手権大会の男子100mに出場し、準決勝まで進出した。予選では9秒94を記録し、さらにU20世界記録を更新した。同年に開催されたU20世界陸上競技選手権大会の男子100mで9秒91を記録し、U20世界記録を再び更新した。ゴール時のパフォーマンスは北京オリンピックのウサイン・ボルトのパフォーマンスを彷彿とさせた。男子200mではイスラエルのブレッシング・アフリファと共に19秒96を記録したものの、僅差で2位となった。

## 2024年
2月、プレトリアで開催された大会の男子300mで30秒69の世界最高記録を樹立すると同時にアイザック・マクワラのボツワナ記録も更新した（国際陸連が公認しているものの正式種目ではないため世界記録ではなく世界最高記録と表記される）。なお、300mを31秒以内に走った選手はテボゴを含め4人しかいない。
5月4日、バハマで開催された世界リレーの男子4×400mリレーの予選にて第2走者をつとめ、2分59秒73の全体1位で決勝に進出した。同月5日の決勝では、予選と同じく第2走者をつとめ、2分59秒11で金メダルを獲得した。
8月8日、2024年パリオリンピックの男子200m決勝を19秒46のアフリカ記録で制し、ボツワナに初の金メダルをもたらした。この勝利により、翌日9日の午後が急遽祝日になった。また、ボツワナ政府から優勝を祝して、家が2軒与えられた。同月10日の4×400mリレーではアンカーを務め、金メダルのアメリカとともに1993年以来の2分54秒台を達成した。

## 主な戦績
| 年   | 大会                       | 開催地       | 種目         | 順位              | 記録      | 備考         |
| ---- | -------------------------- | ------------ | ------------ | ----------------- | --------- | ------------ |
| 2021 | U20世界陸上競技選手権大会  | ナイロビ     | 100m         | 優勝              | 10秒19    |              |
| 2021 | U20世界陸上競技選手権大会  | ナイロビ     | 200m         | 準優勝            | 20秒38    |              |
| 2022 | アフリカ陸上競技選手権大会 | ポートルイス | 200m         | 優勝              | 20秒26    |              |
| 2022 | アフリカ陸上競技選手権大会 | ポートルイス | 4×100mリレー | 決勝進出          | 失格      |              |
| 2022 | 世界陸上競技選手権大会     | ユージーン   | 100m         | 準決勝敗退 (16位) | 10秒17    |              |
| 2022 | U20世界陸上競技選手権大会  | カリ         | 100m         | 優勝              | 9秒91     | U20世界記録  |
| 2022 | U20世界陸上競技選手権大会  | カリ         | 200m         | 準優勝            | 19秒96    | 自己記録     |
| 2023 | 世界陸上競技選手権大会     | ブダペスト   | 100m         | 準優勝            | 9秒88     | 国内記録     |
| 2023 | 世界陸上競技選手権大会     | ブダペスト   | 200m         | 3位               | 19秒81    |              |
| 2024 | オリンピック               | パリ         | 100m         | 6位               | 9秒86     | 国内記録     |
| 2024 | オリンピック               | パリ         | 200m         | 優勝              | 19秒46    | アフリカ記録 |
| 2024 | オリンピック               | パリ         | 4×400mリレー | 準優勝            | 2分54秒53 | アフリカ記録 |

## 記録
| 種目   | 記録      | 年月日        | 場所          | 備考         |
| ------ | --------- | ------------- | ------------- | ------------ |
| 100m   | 9秒86     | 2024年8月4日  | フランス パリ | 国内記録     |
| 200m   | 19秒46    | 2024年8月8日  | フランス パリ | アフリカ記録 |
| 300m   | 30秒69    | 2024年2月17日 | プレトリア    | 世界最高記録 |
| 400m   | 44秒29    | 2024年3月18日 | プレトリア    |              |
| 4×400m | 2分54秒53 | 2024年8月10日 | フランス パリ | アフリカ記録 |